# Воложинский сельсовет (Минская область)
Воложинский сельсовет (бел. Валожынскі сельсавет) — административная единица на территории Воложинского района Минской области Беларуси. Административный центр — город Воложин. Население — 3950 человек (2017).

## История
В январе 1940 года были образованы Минтинский, Брильковский, Румский сельские Советы.
5 мая 1962 года решением исполкома Минского областного Совета центр Минтинского сельсовета перенесен из деревни Минти в город Воложин, а Минтинский сельсовет переименован в Воложинский.
16 июня 1962 Указом Президиума Верховного Совета БССР упразднён Брильковский сельский Совет, а его территория включена в состав Воложинского сельского Совета.
Решением Минского облисполкома от 25 июня 1976 года упразднен Белокорецкий сельский Совет и его населённые пункты — деревни Рум, Белокорец, Дорогунь, Цаюны, Рассолишки, Мазурка, Пытань, Перелесанка переданы в состав Воложинского сельского Совета.
Решением Минского областного Совета депутатов от 30 октября 2009 года «Об изменении административно-территориального устройства Минской области», решением Воложинского районного исполнительного комитета от 18 декабря 2009 года № 1511 «О ликвидации Бобровичского сельского исполнительного комитета» в состав Воложинского сельсовета включены населённые пункты упразднённого Бобровичского сельсовета — Бобровичи, Баньково, Борки, Бурнейки, Ведерники, Голубы, Довбени, Капустино, Носовичи, Пешкуры, Поликщина, Поморщина, Приборные, Прудники, Солоная, Яцково-Замостные, Яцково-Кончане, Яцково-Корчемные, Яцково-Млыновые, Яцково-Пески, Яцково-Подрезье, Яшковичи, Первомайский.
Из состава Воложинского сельсовета в состав Узболотского сельсовета включена часть населённых пунктов Батуры, Бурмаки, Гинтовщина, Зафильцы, Кибути, Козельщина, Маршалки, Юзефово.
28 июня 2013 года в состав Воложинского сельсовета включена часть населённых пунктов упразднённого Саковщинского сельсовета — Саковщина, Бартениха, Бомболы, Борки Низовые, Буни, Вялец, Журавцы, Замостяны, Кражино, Криница, Немони, Новоселки, Петрашунцы, Подкалино, Прудники, Стайки, Чертовичи; населённые пункты упразднённого Узболотского сельсовета и деревня Родевщина Дорского сельсовета.

## Состав
Воложинский сельсовет включает 85 населённых пунктов:
- Августово — деревня.
- Баньково — деревня.
- Бартениха — деревня.
- Батуры — деревня.
- Белокорец — деревня.
- Беляки — деревня.
- Бобровичи — агрогородок.
- Бомболы — деревня.
- Бондарщина — деревня.
- Борки — деревня.
- Борки Низовые — деревня.
- Брильки — деревня.
- Буни — деревня.
- Бурмаки — деревня.
- Бурнейки — деревня.
- Ведерники — деревня.
- Вялец — деревня.
- Ганчицы  — деревня.
- Гинтовщина — деревня.
- Голубы — деревня.
- Гончары — деревня.
- Гордыново — деревня.
- Дайнова Большая — деревня.
- Дворище — деревня.
- Довбени — деревня.
- Дорогунь — деревня.
- Дубина Боярская — агрогородок.
- Дубина Вершицкая — деревня.
- Дубина Юрздыцкая — деревня.
- Журавцы — деревня.
- Замостяны — деревня.
- Зафильцы — деревня.
- Капустино — деревня.
- Каштановка — деревня.
- Кибути — деревня.
- Козельщина — деревня.
- Коновалы — деревня.
- Кражино — деревня.
- Криница — деревня.
- Мазурка — деревня.
- Макаровка — деревня.
- Маршалки — деревня.
- Минти — деревня.
- Нарейши — деревня.
- Немони — деревня.
- Новоселки — деревня.
- Носовичи — деревня.
- Первомайский — посёлок.
- Перелесанка — деревня.
- Петрашунцы — деревня.
- Пешкуры — деревня.
- Подболоть — деревня.
- Подкалино — деревня.
- Поликщина — деревня.
- Поморщина — деревня.
- Поричи — деревня.
- Приборные — деревня.
- Прудники — деревня.
- Прудники Низовые — деревня.
- Пытань — деревня.
- Рассолишки — деревня.
- Реченята — деревня.
- Родевщина — деревня.
- Рум — деревня.
- Саковище — деревня.
- Саковщина — агрогородок.
- Севятевичи — деревня.
- Солоная — деревня.
- Стайки — деревня.
- Тимковичи — деревня.
- Узболоть — деревня.
- Улазовичи — деревня.
- Цаюны — деревня.
- Чабаи — деревня.
- Чертовичи — деревня.
- Шаповалы — деревня.
- Щелканы — деревня.
- Юзефово — деревня.
- Яцково-Замостные — деревня.
- Яцково-Кончане — деревня.
- Яцково-Корчемные — деревня.
- Яцково-Млыновые — деревня.
- Яцково-Пески — деревня.
- Яцково-Подрезье — деревня.
- Яшковичи — деревня.

## Демография
По состоянию на 1 января 2012 года на территории сельсовета проживало — 2672 человека, в том числе:
- моложе трудоспособного возраста — 349
- трудоспособного — 1347
- старше трудоспособного возраста — 876

## Производственная сфера
- УП «Минскоблгаз»
- КСУП «Саковщина-Агро» (бывший СПК «Воложинский»)
- ОАО «Агро-Дубинского» (бывший СПК «Брильки»)

## Социально-культурная сфера
- Здравоохранение: два фельдшерско-акушерских пункта в деревне Брильки, и в аг. Бобровичи,
- Культура: Бобровичский культурно-спортивный Центр, сельская библиотека в аг. Бобровичи, спортивно-оздоровительный комплекс «Брильки»